# Francis Collins
Francis Sellers Collins (sinh ngày 14 tháng 4 năm 1950) là bác sĩ y khoa và là nhà di truyền học người Mỹ. Ông trở nên nhân vật nổi tiếng sau khi tìm ra gen bệnh và được bổ nhiệm vào vị trí lãnh đạo Dự án bản đồ gene người (Human Genome Project – HGP). Ông cũng là Giám đốc Viện Y tế Quốc gia (National Institutes of Health – NIH), trụ sở tọa lạc tại Bethesda, Maryland, Hoa Kỳ.
Trước khi nhận nhiệm vụ Giám đốc Viện Y tế Quốc gia, Collins chịu trách nhiệm hướng dẫn Dự án bản đồ gene người cùng những đề án nghiên cứu di truyền học khác khi ông đang ở cương vị Giám đốc Viện Nghiên cứu Quốc gia về Gen người (NHGRI), một trong số 27 viện và trung tâm trực thuộc Viện Y tế Quốc gia. Trước đó, Collins đã tạo lập thanh danh như là một nhà khoa học săn tìm gen đầy tính sáng tạo trong khi đang giảng dạy tại Đại học Michigan. Ông được bầu vào Viện Y học và Viện Hàn lâm Khoa học Quốc gia. Collins cũng được trao tặng Huân chương Tự do của Tổng thống và Huân chương Khoa học Quốc gia.
Collins là một tác gia viết về khoa học, y khoa, và tâm linh, trong đó có quyển The Language of God: A Scientist Presents Evidence for Belief (Ngôn ngữ của Chúa: Một nhà khoa học trình bày chứng cứ cho đức tin), cuốn này có tên trong bảng liệt kê sách bán chạy nhất của tờ New York Times.
Sau khi rời NHGRI và được bổ nhiệm làm Giám đốc NIH, Collins thành lập và đảm nhận chức vụ Chủ tịch Tổ chức BioLogos với mục tiêu vận động cho công cuộc quảng bá mối quan hệ giữa khoa học với tôn giáo cũng như cổ xúy và phát triển quan điểm cho rằng đức tin của Cơ Đốc giáo có thể dung hòa để chấp nhận thuyết tiến hóa và khoa học. Năm 2009, ông được Giáo hoàng Benedict XVI bổ nhiệm vào Viện hàn lâm giáo hoàng về Khoa học.

## Thiếu thời
Collins là con út trong gia đình có bốn người con của Fletcher Collins và Margaret James Collins. Lớn lên trong một nông trại nhỏ ở Shenandoah Valley thuộc tiểu bang Virginia, Collins được giáo dục tại gia cho đến khi vào lớp sáu, cậu vào học tại Trường Trung học Robert E. Lee. Trong những năm trung học rồi đại học, Collins thích môn hóa nhưng lại ít quan tâm đến lĩnh vực sinh học mà cậu xem là một môn học "lộn xộn". Năm 1970, Collins nhận văn bằng cử nhân hóa học tại Đại học Virginia, rồi đến Đại học Yale theo học môn hóa lý và nhận học vị Tiến sĩ (Ph.D.) trong năm 1974. Tại Yale, trong khi tham gia một khóa hóa sinh, Collins bắt đầu quan tâm đến chuyên ngành nầy. Sau khi tham khảo ý kiến của Carl Trindle, người bảo trợ của Collins ở Đại học Virginia, ông quyết định thay đổi chuyên ngành và ghi danh vào trường y thuộc Đại học North Carolina tại Chapel Hill, đến năm 1977 ông đậu bằng Tiến sĩ Y khoa (M. D.).
Từ năm 1978 đến 1981, Collins làm việc nội trú tại Bệnh viện Memorial North Carolina ở Chapel Hill, sau đó ông trở lại Yale để giảng dạy môn Di truyền học con người tại trường y từ năm 1981 đến 1984.

## Nghiên cứu gen
Tại Yale, Collins nghiên cứu dưới sự hướng dẫn của Sherman Weissman. Năm 1984, hai người xuất bản một luận văn quan trọng, Directional cloning of DNA fragments at a large distance from an initial probe: a circularization method. Phương pháp này được gọi là chromosome jumping nhằm làm nổi bật sự khác biệt với phương pháp cũ tốn nhiều thời gian hơn để sao chép những mảnh DNA (gọi là chromosome walking).
Năm 1984, Collins đến Đại học Michigan làm Giáo sư Nội khoa và Di truyền học Con người. Từ đây, thanh danh của ông ngày càng tăng cao như là một nhà khoa học đầy óc sáng tạo đang cố công săn tìm gen. Phương pháp săn tìm gen mà ông đặt tên là positional cloning được phát triển trở nên một thành tố quan trọng trong ngành di truyền học phân tử.
Từ những năm 1980 đã có vài nhóm khoa học gia nghiên cứu nhằm nhận dạng gen gây ra chứng xơ hóa u nang. Đến cuối thập niên, dù đã có một số tiến triển nhưng Lap-Chee Tsui, lãnh đạo nhóm nghiên cứu tại Bệnh viện Nhi đồng Toronto, nhận ra rằng cần phải tìm ra một con đường tắt để đẩy nhanh tiến độ. Collins đồng ý cộng tác và chia sẻ với Tsui kỹ thuật chromosome jumping. Kết quả là đến năm 1989, loại gen này đã được tìm ra. Công trình nghiên cứu được đăng trên tạp chí Science ngày 8 tháng 9 năm 1989. Sau đó, Collins cùng những nhóm cộng tác khác nhau có thêm những khám phá mới về gen, trong đó có việc phân lập các gen gây bệnh Huntington, bệnh u sợi thần kinh (neurofibromatosis), đa u tuyến nội tiết typ 1 (multiple endorcine neoplasia type 1), và hội chứng Hutchinson-Gilford Progeria.

## Tiên phong trong di truyền học

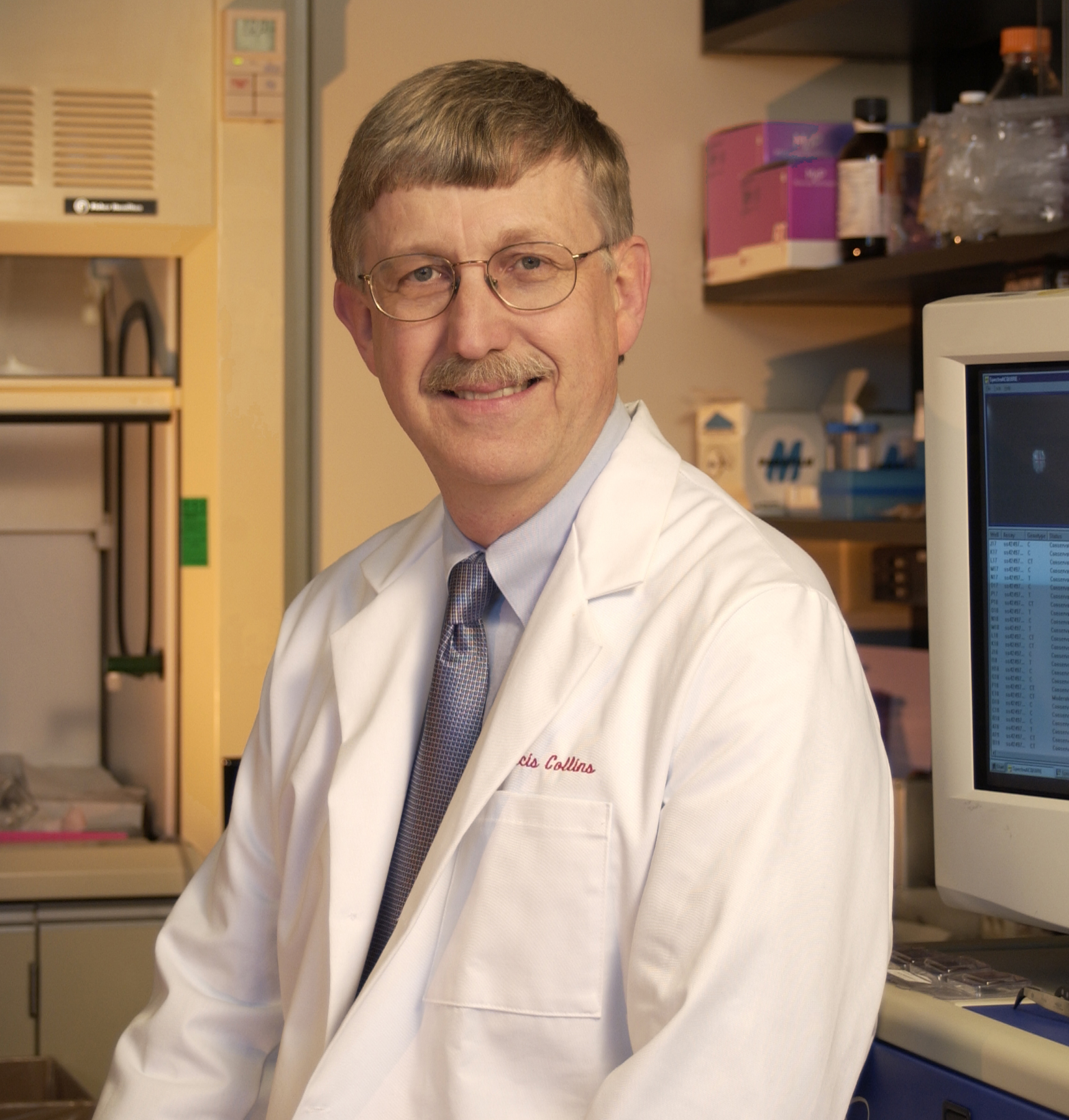
Francis Collins, năm 2006

Năm 1993, Collins chấp nhận lời mời của Bernadine Healy, Giám đốc Viện Nghiên cứu Quốc gia (NIH), để kế nhiệm James D. Watson trong chức vụ Giám đốc Trung tâm Quốc gia Nghiên cứu hệ gen người. Đến năm 1997, Trung tâm này đổi tên thành Viện Nghiên cứu Quốc gia về hệ gen người (NHGRI). Ở cương vị Giám đốc, ông cũng chịu trách nhiệm giám sát International Human Genome Sequencing Consortium, cơ quan chủ quản của Dự án Bản đồ Gen người đã thành công trong nỗ lực sắp xếp theo trình tự khoảng 3 tỉ mẫu tự trong sách hướng dẫn gen người.
Năm 1994, Collins thành lập Division of Intramural Research (DIR) trực thuộc NHGRI, DIR bao gồm một chuỗi những phòng thí nghiệm tiến hành các cuộc nghiên cứu gen. Sau thời gian phát triển, DIR trở thành một trong những trung tâm nghiên cứu quan trọng của quốc gia về gen người. Dấu mốc của NHGRI trong thời kỳ Collins làm giám đốc là ấn hành Bản liệt kê những sự kiện trong lịch sử NHGRI.
Tháng 6 năm 2000, Collins công bố bản thảo gen người, hiện diện trong sự kiện này có Tổng thống Hoa Kỳ Bill Clinton và nhà sinh học Craig Venter. Như thế, Venter và Collins đồng nhận danh hiệu "Nhà sinh học trong năm" do A&E Network trao tặng. Một bản phân tích ban đầu được ấn hành vào tháng 2 năm 2001. Các nhà khoa học của HGP tiếp tục làm việc để hoàn chỉnh bản tham khảo chuỗi gen người trong năm 2003, kịp lúc với lễ kỷ niệm 50 năm công bố cấu trúc DNA của Watson và Crick. Năm 2005, tờ U.S. News & World Report cùng Trung tâm Lãnh đạo công Harvard vinh danh Collins và Venter với danh hiệu "Những nhà lãnh đạo giỏi nhất nước Mỹ". Chủ trương cung ứng nhanh và miễn phí thông tin về gen đã giúp cộng đồng khoa học trên khắp thế giới có thể tiếp cận dễ dàng tất cả cơ sở dữ liệu về gen.
Một hoạt động quan trọng khác của NHGRI trong nhiệm kỳ giám đốc của Collins là tạo lập bản đồ haplotype miêu tả những mô thức chung của sự dị biến gen người, ngày nay được ứng dụng rộng rãi nhằm tìm ra những biến dạng liên quan đến nguy cơ gây bệnh. Trong số những phòng thí nghiệm thuộc đến đề án này có phòng thí nghiệm riêng của Collins tại NHGRI, tại đây người ta tìm cách nhận dạng và tìm hiểu về sự biến dạng gen ảnh hưởng trên nguy cơ phát triển bệnh tiểu đường tuýp 2.
Ngoài biệt tài nghiên cứu gen và khả năng lãnh đạo trong lĩnh vực khoa học, Collins còn được biết đến bởi sự quan tâm mật thiết của ông dành cho khía cạnh đạo đức và pháp lý trong di truyền học. Ngoài lập trường ủng hộ việc bảo mật thông tin di truyền, Collins còn là người có ảnh hưởng tầm quốc gia trong nỗ lực vận động thông qua Đạo luật liên bang về Thông tin Gen và chống kỳ thị nhằm cấm đoán thái độ phân biệt trong nhân dụng và bảo hiểm y tế dựa trên yếu tố di truyền. Năm 2013, khi dư luận quan tâm về việc phổ biến gen của dòng tế bào HeLa lấy từ Henrietta Lacks đã quá cố, Collins và những nhà lãnh đạo NIH cùng làm việc với gia đình của Lacks để đi đến thỏa thuận bảo vệ quyền riêng tư của họ trong khi vẫn dành cho những nhà nghiên cứu quyền tiếp cận có kiểm soát đối với cơ sở dữ liệu gen.
Lập nền trên trải nghiệm cá nhân khi phục vụ tại một bệnh viện truyền giáo ở Nigeria như là một bác sĩ thiện nguyện, Collins đặc biệt quan tâm đến nỗ lực khai thông công cuộc nghiên cứu gen với mục tiêu cải thiện sức khỏe cho người dân sinh sống tại các quốc gia thuộc thế giới thứ ba, đơn cử trường hợp trong năm 2010 ông đã giúp thành lập đề án H3Africa nhằm cải thiện khả năng cũng như kiến thức chuyên môn về khoa học di truyền ở châu Phi.
Trong thời gian lãnh đạo NHGRI, Collins nhận nhiều giải thưởng và được vinh danh khi đắc cử vào Viện Y học cũng như Viện Hàn lâm Khoa học Quốc gia. Năm 1993, ông nhận Giải thưởng Quốc tế Kilby, đến năm 2005 ông được trao tặng Giải thưởng William Allan. Năm 2007, ông nhận Huân chương Tự do của Tổng thống. Trong năm 2008, Collins nhận Giải thưởng Đạo đức Inamori và Huân chương Quốc gia về Khoa học.
Ngày 28 tháng 5 năm 2008, Collins tuyên bố từ nhiệm khỏi NHGRI, nhưng vẫn tiếp tục làm việc tại phòng thí nghiệm của viện.

## Giám đốc Viện Y tế Quốc gia (NIH)

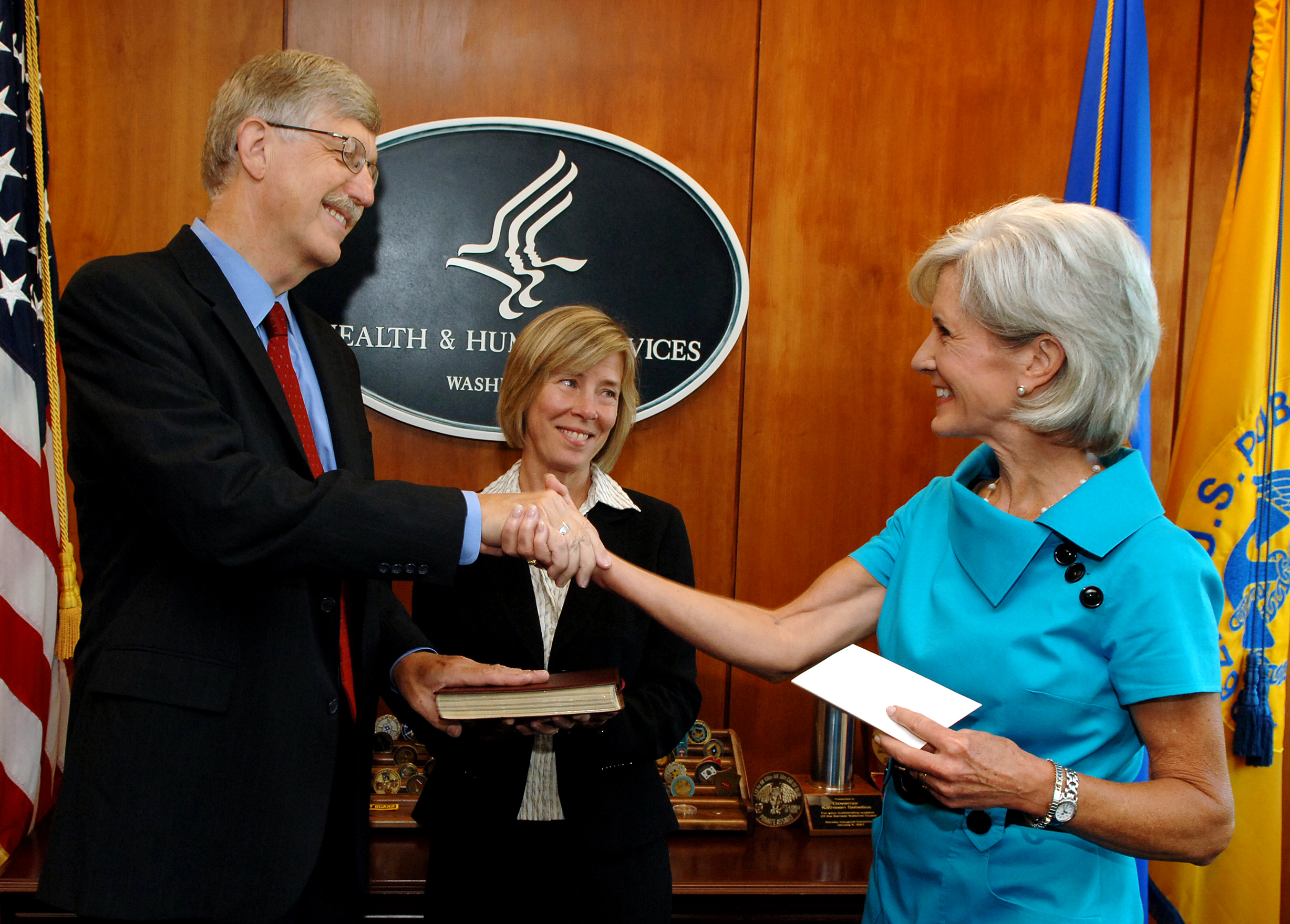
Collins trong lễ tuyên thệ nhậm chức Giám đốc Viện Y tế Quốc gia

Ngày 8 tháng 7 năm 2009, Tổng thống Barack Obama đề cử Collins vào chức vụ Giám đốc Viện Y tế Quốc gia (NIH). Sau khi được Thượng viện Hoa Kỳ đồng thuận thông qua, ngày 7 tháng 8 Bộ trưởng Y tế và Dân sinh Kathleen Sebelius công bố sự bổ nhiệm.
Theo Tạp chí Science, Collins "được biết đến như là một nhà quản trị tài năng và một nhà truyền thông xuất chúng", việc Tổng thống Obama để cử ông lãnh đạo NIH "không phải là một điều gây ngạc nhiên", mà nhận được nhiều sự khen ngợi từ giới nghiên cứu cũng như những nhóm y sinh. Dù vậy, vẫn có những lời chỉ trích, chủ yếu nhắm vào việc ông thường thể hiện đức tin Cơ Đốc của mình, mặc dù có ý kiến cho rằng đây là nhân tố tích cực giúp kết nối với những người vẫn xem công cuộc nghiên cứu gen là đối nghịch với các giá trị tôn giáo. Bernadine Healy, cựu giám đốc NIH, cùng giám đốc điều hành Hội Thăng tiến Khoa học Mỹ đều lên tiếng ủng hộ sự bổ nhiệm dành cho Collins.
Tháng 10 năm 2009, một thời gian ngắn sau khi nhận nhiệm vụ lãnh đạo NIH, Collins trả lời một cuộc phỏng vấn của tờ New York Times, "Tôi không có đề án tôn giáo nào cho NIH, tôi nghĩ rằng hầu hết các nhà khoa học đều tin tưởng điều này và đang làm việc tốt."
Tháng 11 năm 2011, tờ New Republic đưa tên Collins vào danh sách những nhân vật nhiều quyền lực nhất nhưng ít danh tiếng nhất ở Washington.
Collins đã tiến hành một số đề án ghi dấu ấn của ông ở NIH. Thất vọng vì tiến độ ứng dụng những phát minh khoa học trong việc chế tạo thuốc và thiết lập liệu pháp, Collins dẫn đầu trong nỗ lực tìm ra cách tái thiết kế phương pháp ứng dụng khoa học, nổi bật với việc thành lập Trung tâm Quốc gia Thăng tiến Khoa học Ứng dụng (NCATS) ngày 23 tháng 12 năm 2011. Còn có những đề án quan trọng khác như gia tăng hỗ trợ cho nghiên cứu bệnh Alzheimer được Bộ trưởng Sebelius và Collins công bố trong tháng 2 năm 2012; và Đề án BRAIN nhắm mục tiêu thiết lập bản đồ hoạt động của tất cả nơron não người. Ngày 2 tháng 4 năm 2013, Tổng thống Obama cùng Collins công bố đề án này tại Tòa Bạch Ốc. Trước đó trong tháng 1 năm 2013, Collins thiết lập hai chức vụ khoa học quan trọng như là một phần trong nỗ lực của NIH đáp ứng đề nghị của nhóm tư vấn về Big Data (một tập hợp khổng lồ qui tụ nhiều cơ sở dữ liệu) và sự đa dạng của lực lượng khoa học. NIH cũng thu hút sự chú ý của công luận trong tháng 6 năm 2013 khi Collins công bố kế hoạch giảm thiểu số lượng tinh tinh được sử dụng trong những nghiên cứu y sinh do NIH tài trợ.

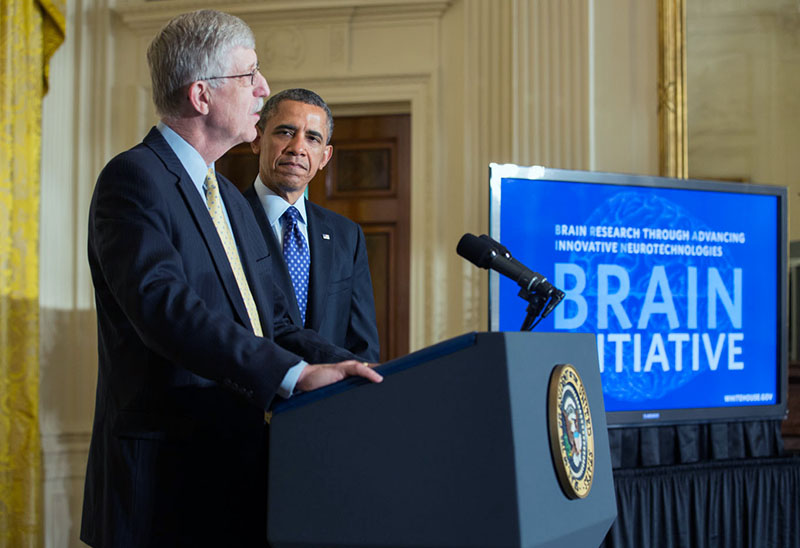
Collins và Tổng thống Barack Obama cùng công bố Đề án BRAIN

Trong nhiệm kỳ Giám đốc NIH, Collins được trao tặng những giải thưởng khác nhau như Giải Trung tâm Y học Albany (2010), và Giải thưởng Pro Bono Humanum của Tổ chức Galian (2012).
Cũng có thể tìm thấy trong những bài viết về Collins niềm đam mê của ông dành cho đàn ghi-ta và xe mô-tô. Trong thời gian lãnh đạo NHGRI, Collins cùng những nhà khoa học trong viện thành lập ban nhạc rock The Directors. Có những lúc The Directors cùng trình diễn với nhóm nhạc rock đến từ Đại học Johns Hopkins, thủ lĩnh nhóm nhạc này là nhà nghiên cứu bệnh ung thư Bert Vogelstein. Ca từ những bài hát của The Directors phỏng theo các ca khúc nổi tiếng của nhạc rock và nhạc phúc âm nhằm miêu tả những thách thức mà giới nghiên cứu y sinh đương thời phải đối diện. Gần đây hơn, Collins sử dụng kỹ năng âm nhạc của mình để trình diễn và gởi thông điệp đến khán giả của TEDMED 2012 (Hội nghị thường niên về Sức khỏe và Y học), StandUpToCancer, và Rock Stars of Science.

## Niềm tin tôn giáo
Theo miêu tả của Collins, cha mẹ ông là "tín hữu Cơ Đốc hình thức", và đến khi tốt nghiệp trung học ông trở thành người vô thần. Tuy nhiên, thời gian chăm sóc những bệnh nhân sắp lìa đời đã khiến ông tự tra vấn về niềm tin, và bắt đầu tìm hiểu nhiều tôn giáo khác nhau. Sau khi cố công tra xem những chứng cứ trong vũ trụ về sự hiện hữu của Thiên Chúa, và sử dụng tác phẩm Mere Christianity của C. S. Lewis làm nền tảng để tái xác định niềm tin của mình, cuối cùng Collins đi đến quyết định chấp nhận đức tin Cơ Đốc theo trào lưu Tin Lành, sự kiện này xảy ra trong một chuyến đi bộ trên đường vào một chiều mùa thu. Ông miêu tả mình là một "tín hữu Cơ Đốc nghiêm túc".
Trong cuốn sách xuất bản năm 2006 The Language of God: A Scientist Presents Evidence for Belief (Ngôn ngữ của Chúa), Collins xem những khám phá khoa học là "cơ hội để tôn thờ [Chúa]", ông cũng bác bỏ thuyết sáng tạo trực tiếp (Young Earth creationism) cũng như thuyết thiết kế thông minh. Ông chấp nhận thuyết tiến hóa hữu thần hoặc sự sáng tạo tiến hóa mà ông gọi là BioLogos. Xuất hiện trong chương trình truyền hình The Colbert Report vào tháng 12 năm 2006 và trong một cuộc phỏng vấn trên sóng phát thanh trong chuyên mục Fresh Air của Đài Phát thanh Quốc gia (NPR) để thảo luận về quyển The Language of God, dù không đề cập thẳng vào vấn đề, Collins tỏ ra ủng hộ quan điểm chống phá thai. Trả lời phỏng vấn Tạp chí Scientific American, Collins nói rằng ông cảm thấy "rất không thoải mái với việc xem phá thai là một giải pháp cho mọi sự", ông cũng "không chấp nhận thời điểm khởi đầu sự sống nào khác hơn là lúc đậu thai".
Trả lời John Horgan - một nhà báo theo thuyết bất khả tri - là người trong một cuộc phỏng vấn với National Geographic trong tháng 2 năm 2007 đã chỉ trích Collins về việc ông miêu tả thuyết bất khả tri như là "một cách tránh né", Collins giải thích rằng ông không có ý nói đến "những người bất khả tri chân chính, họ xem xét các chứng cứ nhưng vẫn không tìm ra câu giải đáp. Tôi chỉ phản ứng với thuyết bất khả tri tôi thấy trong cộng đồng khoa học, người ta chấp nhận nó mà không chịu tra xem cẩn thận các chứng cứ. Tôi đã trải qua giai đoạn là người theo thuyết bất khả tri, rồi mau chóng nhận ra rằng những người khác cũng chẳng sâu sắc hơn tôi."
Năm 2007, Collins thành lập Tổ chức BioLogos nhằm "đóng góp cho công luận một tiếng nói trình bày sự hòa hợp giữa khoa học với đức tin". Ông phục vụ ở cương vị chủ tịch cho đến khi được bổ nhiệm làm Giám đốc Viện Y tế Quốc gia.